# Casablancas historia
| Casablancas historia |
| --- |
| Detalj av en gravyr som visar Anfa år 1572. - Medeltiden – Berber grundade staden och kallade den Anfa. Tillhörde Romarriket till ca 400 e.Kr. Därefter olika muslimska dynastier. - Europeisk påverkan – Från 1500-talet hade Portugal och Spanien intressen i hamnen. Marocko var franskt protektorat mellan 1912 och 1956. - Självständigt kungarike – 1956 Muhammed V, 1956 Hassan II, 1999 Muhammed VI |

Casablanca i Marocko har genomgått många kulturella och politiska förändringar. Landet omkring Casablanca har styrts av berber, romare, araber, européer och de senaste sextio åren av marockanska kungar. Staden har en skyddad hamn och har därför utsatts för många erövringar från medeltiden till Marocko blev ett franskt protektorat 1907.

## Forntid och Antiken
Från 5000 f.Kr. började det gröna Sahara torka ut. För att överleva migrerade människor till Atlasbergen eller till kusten i väster. De mötte migranter från sydvästra Asien och Medelhavet. Klippmålningar från berbiska urfolk har upptäckts i Anti-Atlasbergen. 1200 f.Kr. började Fenicierna segla ut genom Gibraltar sund. De anlade handelsstationer utmed Atlantkusten i norr och söder.
För 3000 år sedan fanns det en bosättning av berber vid den marockanska kusten. Under kejsar Caligulas tid, (37-41 e.Kr.) erövrades Mauretania Tingitana som blev en romersk provins söder om Gibraltar sund. Romarna anlade en hamn vid en berberby, som skulle bli Casablanca. De kallade bosättningen för Anfa och använde hamnen till 400-talet.

## Medeltid
Under medeltiden låg Casablanca i Barghawata, en konfederation av berberstammar. Denna konfederation styrdes av Idrisiderna till år 974.
Därefter styrdes norra Marocko av Almoraviderna och Almohaderna tills Mariniderna tog över. Mariniderna byggde ut Anfa och hamnen blev viktig för Marocko.

## Tidigmodern tid
Hamnen i Anfa blev en bas för sjörövare och 1468 anföll portugisiska flottan under befäl av prins Ferdinand och förstörde staden. År 1515 återkom portugiserna och byggde ett fort och en ny stad som de kallade Casa Blanca (vita huset). År 1755 inträffade en jordbävning och européerna övergav staden.
Staden Casablanca med kasbah och ringmur grundades 1770 av Mohammed III av Marocko. En moské med madrassa och ett badhus byggdes vid denna tid. Staden kallades Dar Al Beida (Vita huset). Sultanen bjöd in judiska och engelska köpmän att verka i Casablanca och andra städer i Marocko.

## 1800-talet
Handeln mellan Marocko och Europa ökade och Casablanca blev Marockos största hamnstad. De viktigast exportvarorna var spannmål och ull till den engelska textilindustrin. Judiska köpmän från Rabat och Tétouan flyttade till Casablanca.